# Château de Mesvres
Le château de Mesvres est un château situé à Civray-de-Touraine (Indre-et-Loire) et inscrit aux monuments historiques le 10 juin 1932.